# Plan Piętnastoletni
Plan Piętnastoletni – plan rozwoju gospodarczego zaproponowany przez ministra skarbu Eugeniusza Kwiatkowskiego podczas drugiego posiedzenia Sejmu dn. 2 grudnia 1938 r.
Pierwsze założenia Planu Piętnastoletniego zostały opracowane w roku 1938, po zakończeniu Planu Czteroletniego. Plan Piętnastoletni zakładano przeprowadzić w latach 1939-1954 w pięciu fazach:
- Faza I: 1939-1942 – rozbudowa sektora obronnego,
- Faza II: 1942-1945 – rozwój transportu: sieci drogowej i kolejowej, sieci mostów, przemysłu samochodowego, kolejowego i lotniczego,
- Faza III: 1945-1948 – rozwój rolnictwa: melioracja, rozwój szkolnictwa wiejskiego powszechnego i zawodowego,
- Fazy IV i V: 1948-1954 – urbanizacja i uprzemysłowienie Polski, wyrównywanie różnic w poziomie życia w różnych regionach kraju (zatarcie różnic pomiędzy Polską "A" i "B").